# Pridinol
A pridinol (INN) központilag ható izomlazító gyógyszer, melyet izomgörcsök tüneti kezelésére adnak. A Parkinson-kór kezelésében is alkalmazzák.

## Fizikai/kémiai tulajdonságok
Kristályos anyag, mely acetonban oldódik. Etil-1-piperidinpropionátból és fenil-magnézium-bromidból állítható elő.

## Mellékhatások
Emésztőrendszeri panaszok, átmeneti vérnyomáscsökkenés, álmosság.

## Adagolás
Szájon át. Kezdő adag 3×2–8 mg (mezilát formájában). Fenntartó kezelésre napi 4–8 mg.

## Készítmények
A nemzetközi gyógyszerkereskedelemben önállóan:
- Konlax
- Lyseen
- Myoson
- Nonplesin
- ParKS

Diklofenákkal kombinációban:
- Blokium Flex
- Curinflam Plus
- Diclogesic Relax
- Diclomar Flex
- Dioxaflex Plus
- Doxtran Flex
- Metaflex Plus NF
- Mio-Virobron NF
- Pancloflex
- Rodinac Flex
- Silfox Flex
- Vesalion Flex
- Voltaren Flex
- Xedenol Flex
- Viartril Flex

Egyéb kombinációban:
- Algolisina
- Oxa Sport
- Oxadisten
- Parks-Plus

Magyarországon nincs forgalomban.